# Malezonotus sodalicius
Malezonotus sodalicius är en insektsart som först beskrevs av Philip Reese Uhler 1876.  Malezonotus sodalicius ingår i släktet Malezonotus och familjen Rhyparochromidae. Inga underarter finns listade i Catalogue of Life.